# William Sadler
William „Bill” Thomas Sadler (ur. 13 kwietnia 1950 w Buffalo) – amerykański aktor i reżyser. Na ekranie często gra role czarnych charakterów.

## Wczesne lata
Urodził się w Buffalo w stanie Nowy Jork jako syn Jane i Williama Johna Sadlerów. Jego rodzina była pochodzenia szkockiego, angielskiego i niemieckiego. Mając osiem lat, występował przed publicznością, grając na wielu instrumentach strunowych, w tym na ukulele. Podczas nauki w Orchard Park High School w Orchard Park grał na gitarze w zespole Knight Ryders. Po ukończeniu State University of New York at Geneseo w 1971, spędził dwa lata na Cornell University, gdzie uzyskał tytuł magistra na wydziale aktorskim i mowy.

## Kariera
Zadebiutował na dużym ekranie jako recepcjonista hotelowy w komedii Sidneya Poitiera Hanky Panky, czyli ważna sprawa (Hanky Panky, 1982) z Gene’em Wilderem i Kathleen Quinlan. Następnie pojawił się w niewielkiej roli jako Dickson w komedii Nie do taktu (Off Beat, 1986) z Judge’em Reinholdem i Meg Tilly. Za rolę Ponurego Żniwiarza w komedii Szalona wyprawa Billa i Teda (Bill & Ted’s Bogus Journey, 1991) z Keanu Reevesem i Alexem Winterem otrzymał nagrodę Saturna w kategorii najlepszy aktor drugoplanowy.
Przez pewien czas związany był z Trinity Square Repertory Company w Providence w Rhode Island, zanim przeniósł się do Nowego Jorku i wynajął mieszkanie w East Village. Przez 12 lat wystąpił w ponad 75 produkcjach scenicznych. Rola sierżanta Merwina J. Toomeya w komediodramacie Neila Simona Biloxi Blues (od 28 marca 1985 do 28 czerwca 1986) z Matthew Broderickiem przyniosła mu nominację do Drama Desk Award (1985).
W 2005 powrócił na Broadway w roli tytułowej w sztuce Juliusz Cezar autorstwa Williama Shakespeare’a, a potem w 2009 jako lekarz w komedii Eugène’a Ionesco Król umiera, czyli ceremonie z Geoffreyem Rushem i Susan Sarandon.

## Życie prywatne
6 maja 1977 ożenił się z Marni Joan Bakst. Mają córkę Sadler Colley Bakst (ur. 17 lutego 1986 w Santa Monica).

## Filmografia

### Filmy fabularne
- 1989: K-9 jako Don, sprzedawca samochodów
- 1990: Wygrać ze śmiercią (Hard to Kill) jako senator Vernon Trent
- 1990: Szklana pułapka 2 (Die Hard 2) jako pułkownik Stuart
- 1992: Wstęp wzbroniony (Trespass) jako Don Perry
- 1994: Wyścigowcy (Roadracers, TV) jako Sarge
- 1994: Skazani na Shawshank (The Shawshank Redemption) jako Heywood
- 1995: Opowieści z krypty: Władca demonów (Tales form the Crypt: Demon Knight) jako Brayker
- 1996: Opowieści z krypty – orgia krwi (Bordello of Blood) jako Mumia
- 1996: Solo jako pułkownik Frank Madden / ulepszony Solo
- 1998: Grzeczny świat (Disturbing Behavior) jako Dorian Newberry
- 1999: Niewidzialny myśliwiec (Stealth fighter) jako admirał Frank Peterson
- 1999: Zielona mila (The Green Mile) jako Klaus Detterick
- 2003: Bitwa pod Shaker Heights (The Battle of Shaker Heights) jako Abraham ‘Abe’ Ernswiler
- 2004: Kinsey jako Kenneth Braun
- 2007: Cudowne dziecko (August Rush) jako Thomas Novacek
- 2007: Mgła (The Mist) jako Jim Grondin
- 2008: Eagle Eye jako William Shaw
- 2010: Fallout: New Vegas (gra komputerowa) jako Victor (głos)
- 2012: Człowiek na krawędzi (Man on a Ledge) jako Frank Cassidy/Valet
- 2013: Iron Man 3 jako prezydent Matthew Ellis
- 2013: Maczeta zabija (Machete Kills) jako szeryf Doakes
- 2016: Pojedynek (The Duel) jako gubernator Sullivan Ross

### Seriale TV
- 1986: McCall (The Equalizer) jako Rick Dillon/Kevin Moore
- 1989: Opowieści z krypty (Tales from the Crypt) jako Niles Talbot
- 1989: Roseanne jako Dwight
- 1989: Murphy Brown jako pułkownik Fitzpatrick
- 1994: Opowieści z krypty (Tales from the Crypt) jako Ponury Żniwiarz
- 1998–1999: Star Trek: Stacja kosmiczna (Star Trek: Deep Space Nine) jako Luther Sloan
- 1999–2002: Roswell: W kręgu tajemnic jako szeryf Jim Valenti
- 2003: Nie ma sprawy (Ed) jako Lee Leetch
- 2003: Prawo i porządek: Zbrodniczy zamiar (Law & Order: Criminal Intent) jako Kyle Devlin
- 2004: JAG jako Saul Wainwright
- 2005: Brygada ratunkowa (Third Watch) jako Scotty Murray
- 2005: Prawdziwe powołanie (Tru Calling) jako Travis
- 2005: Prawo i bezprawie (Law & Order: Trial by Jury) jako Paul Rice
- 2005: Prawo i porządek (Law & Order) jako Kevin Drucker
- 2006: CSI: Kryminalne zagadki Las Vegas (CSI: Crime Scene Investigation) jako Karl „Red” Cooper
- 2007: Wzór (Numb3rs) jako J. Everett Tuttle
- 2007: Podróżnik (Traveler) jako Carlton Fog
- 2008: Fringe: Na granicy światów (Fringe) jako dr Sumner
- 2009: Zabójcze umysły (Criminal Minds) jako Ray Finnegan
- 2010: Hawaii Five-0 jako John McGarrett
- 2010: Pacyfik (The Pacific) jako pułkownik Lewis „Chesty” Puller
- 2011: Fringe: Na granicy światów (Fringe) jako dr Sumner
- 2011: Impersonalni (Person of Interest) jako Seamus O’Mara
- 2012: Układy (Damages) jako Helmut Torben
- 2013: Hawaii Five-0 jako John McGarrett
- 2013: 666 Park Avenue jako Nate McKenny
- 2013: Homeland jako Michael Higgins
- 2013: Czarna lista (The Blacklist) jako Sam
- 2014: Madam Secretary jako George Peters
- 2014: Flash (The Flash) jako Simon Stagg
- 2014: Hawaii Five-0 jako John McGarrett
- 2015: Z Nation jako Sam Custer
- 2015: Zaprzysiężeni (Blue Bloods) jako Armin Janko
- 2015–2016: Agenci T.A.R.C.Z.Y. (Marvel’s Agents of S.H.I.E.L.D.) jako prezydent Matthew Ellis